# Георгий Лангемак
Георгий Ерихович Лангемак (на руски: Георгий Эрихович Лангемак; роден на 8 юли / 20  юли 1898 г. в Старобелск, Руска империя; починал на 11 януари 1938 г. в Москва, СССР) е съветски ракетен конструктор, както и по-висок чин военен инженер 1-ви клас.

## Биография
Бащата на Георги Лангемак е немецът Ерих Лангемак, студент в Берлинския университет, а майка му Мария е швейцарка. И двамата са приели гражданство на Руската империя и работят в Министерството на просвещението. Бащата придобива титлата държавен комисар. Получава орден „Свети Станислав“ (2-ра степен). Бащата умира през 1905 г.
Заради произхода си Георги Лангемак освен руски говори немски и френски. През 1919 г. се присъединява към Червената армия и служи в бреговата артилерия в Кронщадската крепост. През 1921 г. се жени църковно, поради което е изключен от ВКП (б). Лангемак завършва инженерни изследвания в Артилерийската академия на името на Феликс Дзержински в Ленинград от 1923 до 1928 г. През септември 1933 г. той е повишен в ръководител на отдела за разработване на ракети с твърдо гориво в РНИИ (Реактивный научно-исследовательский институт), съветския ракетен изследователски институт в Москва и Ленинград (днес Санкт Петербург). Под ръководството на Лангемак от 1935 до 1937 г. са разработени ракетите въздух-земя RS-82 и RS-132.
На 4 ноември 1937 г. Лангемак е арестуван от съветската държавна сигурност НКВД като част от Големия терор. Осъден е на смърт чрез разстрел на 11 януари 1938 г.
За RS-132, разработен под ръководството на Лангемак, през юни 1938 г. на камион ЗИС-5 е монтирано изстрелващо устройство за общо 24 снаряда, което може да се счита за прототип на многократната ракетна установка „Катюша“. Ето защо Георги Лангемак се смята за един от водещите създатели на многократната ракетна установка „Катюша“ – наричана от германците „Сталинов орган“ (на немски: „Stalinorgel“) – която е била използвана от Съветския съюз през Втората световна война.
През 1955 г. Георги Лангемак е реабилитиран и официално обявен за „баща“ на Катюшата (на руски отец Катюши).
През 1970 г. лунният кратер Лангемак е кръстен на него, а през 1991 г. той посмъртно е удостоен със званието Герой на социалистическия труд.